# Nhà thờ chính tòa Málaga
Nhà thờ chính tòa Málaga là nhà thờ phục hưng ở thành phố Málaga tại Andalucía phía nam Tây Ban Nha. Nhà thờ có vị trí ở bên trong các giới hạn được hiện nay xác định là một phần bị mất của các bức từng Moor trung cổ, phần còn lại bao quanh gần Alcazaba của Málaga và Gibralfaro.
Nhà thờ được xây dựng khoảng giữa các năm 1528 và 1782, theo sau kế hoạch được vẽ bởi Diego Siloe; kiến trúc bên trong nhà thờ theo phong cách Phục Hưng.

## Mô tả
Nhà thờ xây theo kiến trúc hình chữ nhật gồm một gian giữa và 2 gian 2 bên, phần trước diện tích rộng hơn, mặc dù cùng chiều cao như 2 gian nhỏ. Các quầy tu viện được xây dựng bởi Pedro de Mena.

## Hình ảnh

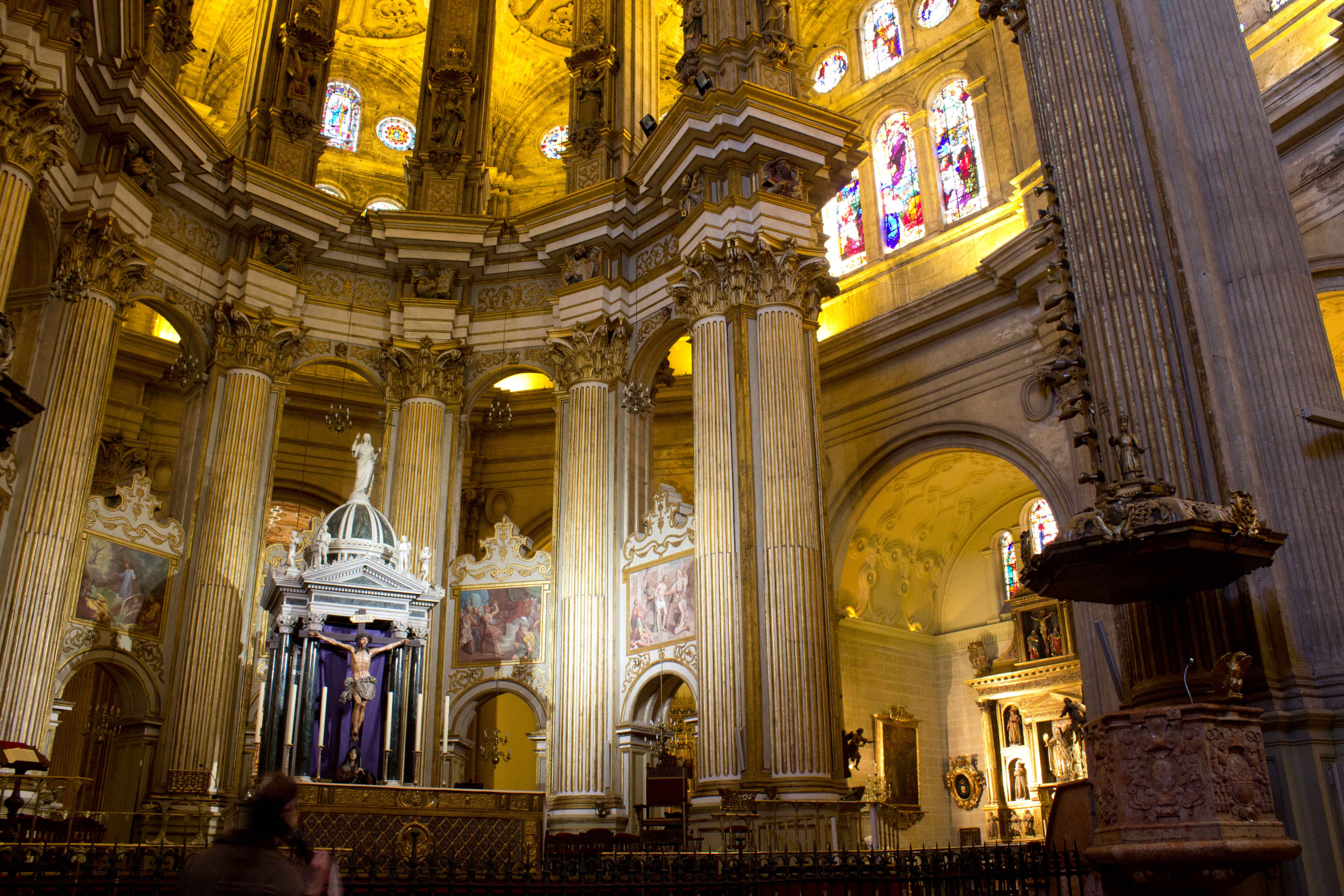
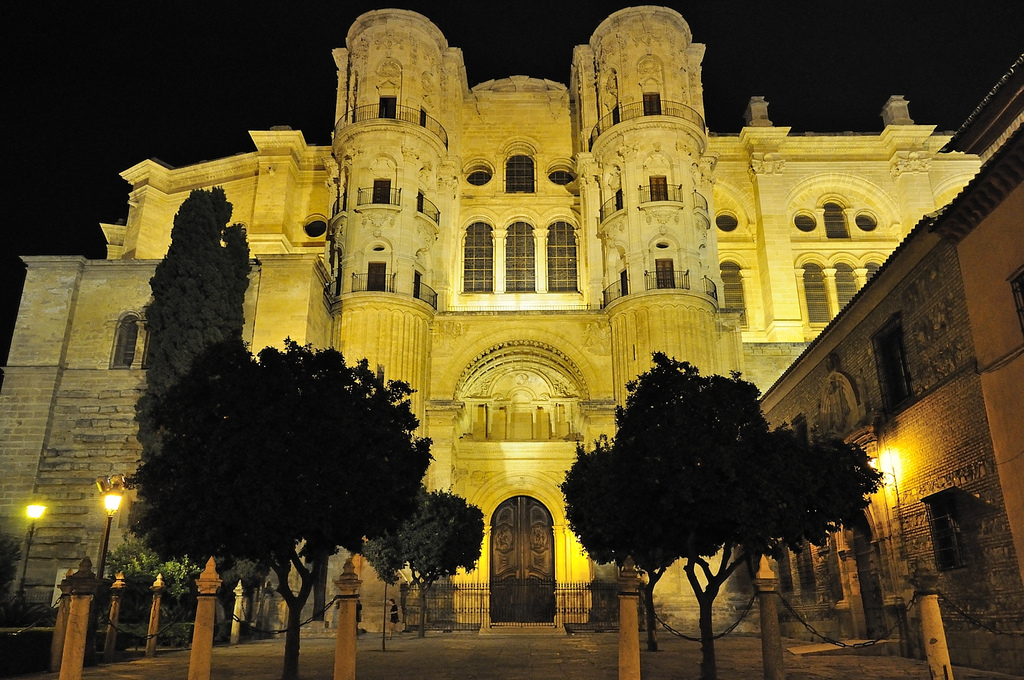
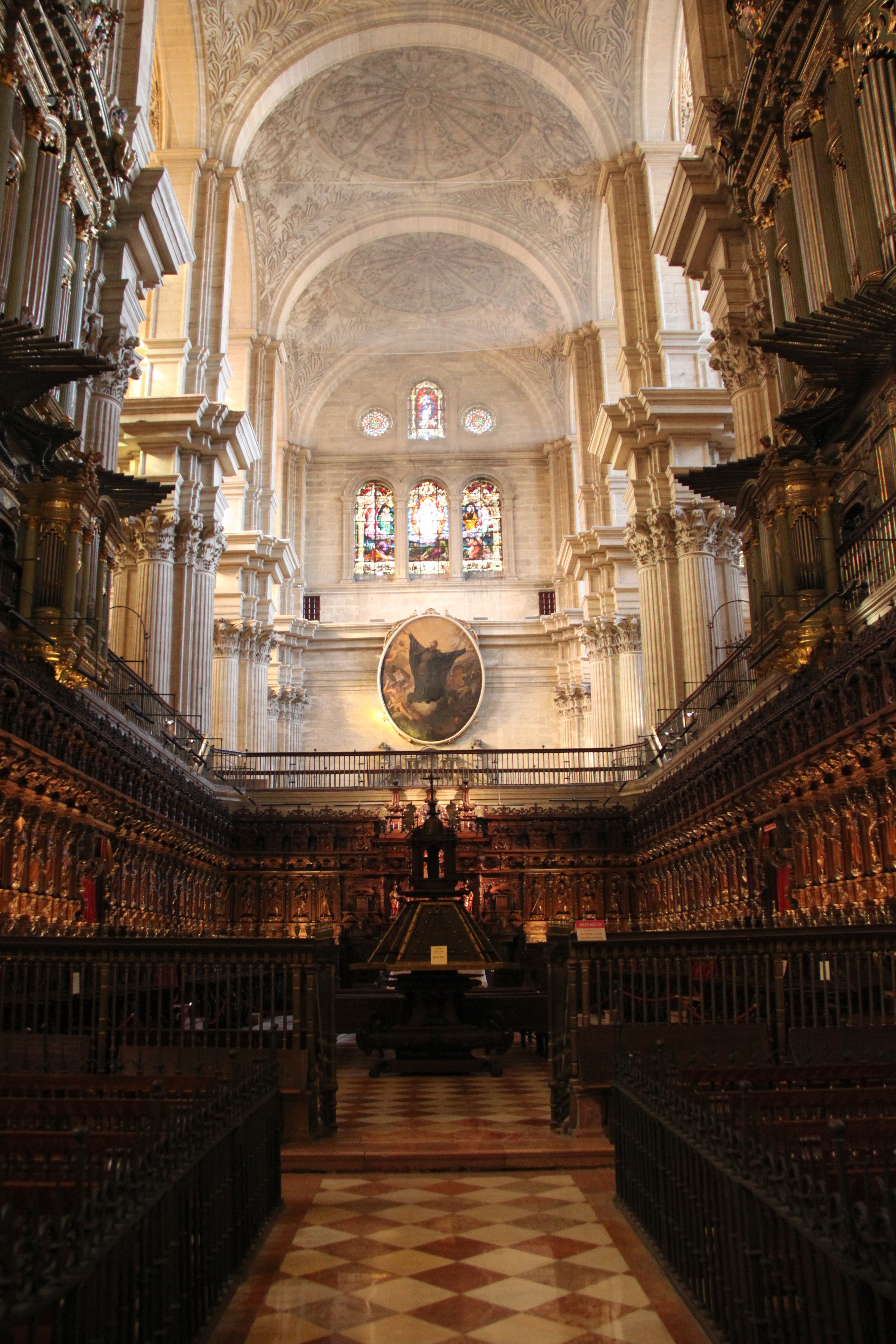
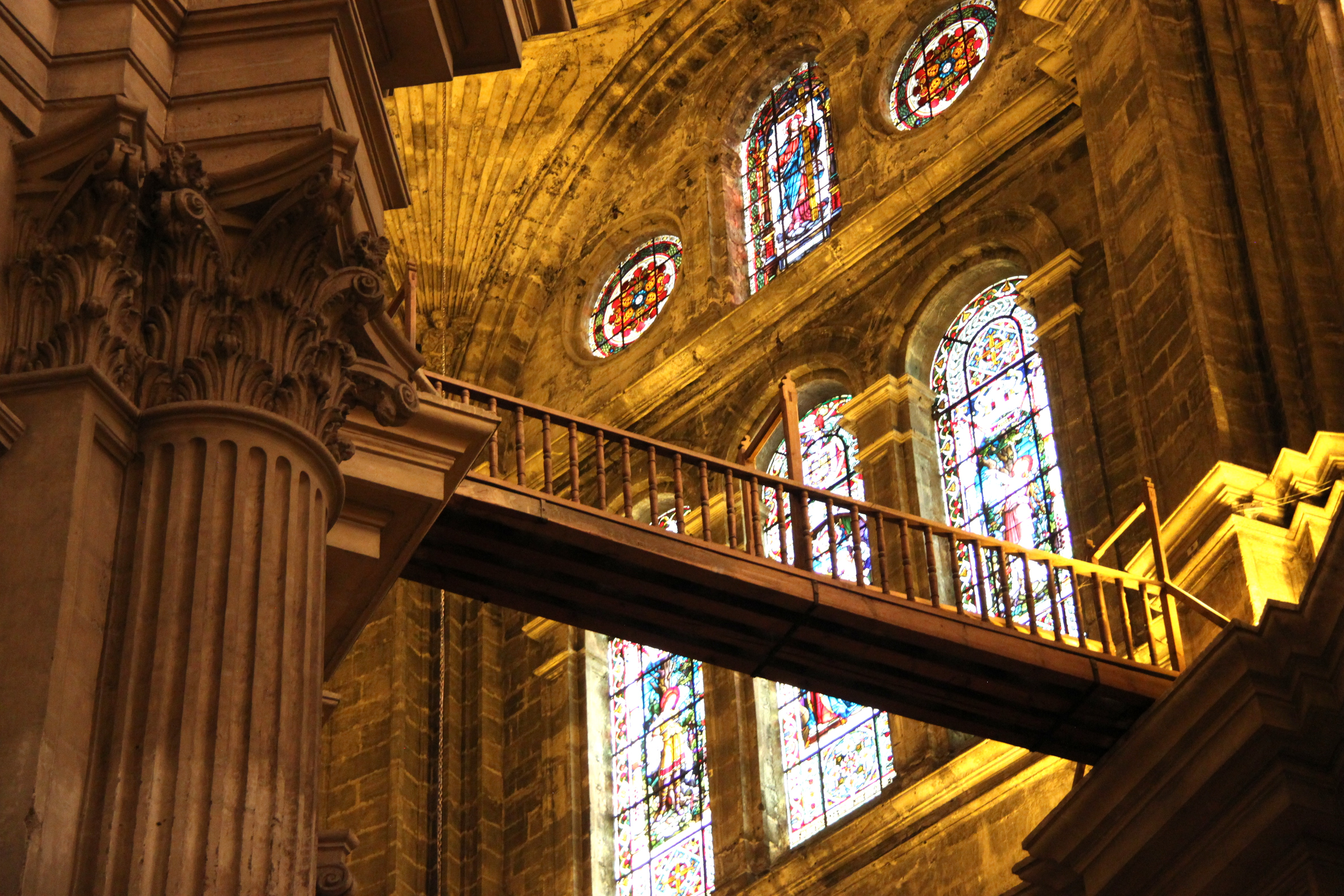

## Sources
- EISMAN, E. L.: "Traducción de una bula de la catedral de Málaga", Jábega, nº 41, Diputación Provincial de Málaga, 1983, các trang 17–21.
- GONZÁLEZ SÁNCHEZ, V.: 'Catálogo general de la documentación del Archivo Histórico de la Iglesia Catedral de Málaga. Málaga: Edinford, 1994.
- RIESCO TERRERO, Á.: "El Archivo Catedral de Málaga: hacia una nueva reorganización y catalogación de fondos", Baetica: Estudios de arte, geografía e historia, nº 9, Universidad de Málaga, 1985, các trang 269–286.
- RIESCO TERRERO, Á.: "Colaboración del Obispo y Cabildo Catedral de Málaga a la empresa real de selección y edición de obras de San Isidoro de Sevilla (Edic. Regia 1597–99) y al enriquecimiento de dos grandes centros documentales: El Archivo General de Simancas y a la Biblioteca de El Escorial", Baetica, nº 11, Universidad de Málaga, 1988, các trang 301–322.
- SÁNCHEZ MAIRENA, A.: "El Archivo de la Catedral de Málaga: su primera organización a partir del inventario de 1523", E-Spania: Revue électronique d'études hispaniques médiévales, ISSN 1951-6169, nº 4, 2007.
- SÁNCHEZ MAIRENA, A.: "Notas sobre el Archivo de la Catedral de Málaga en el siglo XVI" en M.ª Val González de la Peña (ed.), Estudios en memoria del profesor Dr. Carlos Sáez: Homenaje. Madrid: Universidad de Alcalá de Henares, 2007; các trang 621–650.
- VEGA GARCÍA-FERRER, M.ª J.: "Los cantorales de gregoriano en la catedral de Málaga", F. J. Giménez Rodríguez et alii (coord.), El patrimonio musical de Andalucía y sus relaciones con el contexto ibérico. Granada: Universidad de Granada, 2008; các trang 111–126.